# Marie Hacke
Marie Hacke (* 17. Juli 1989 in München) ist eine deutsche Theater- und Filmschauspielerin.

## Leben
Marie Hacke wuchs als jüngstes von drei Kindern in Berlin auf. Nach dem Abitur, das sie im Jahr 2009 an einer Berliner Waldorfschule machte, studierte sie zunächst ein Semester Jura, anschließend Kunstgeschichte und Theaterwissenschaften – gab dieses Studium aber für ein Schauspielstudium an der Universität der Künste in Berlin auf. Von 2011 bis 2015 studierte sie dort Schauspiel und ging im Anschluss an das Theater Aachen, wo sie bis 2018 Ensemblemitglied blieb. Dort wirkte sie u. a. in Inszenierungen von Christina Rast, Ludger Engels und Elina Finkel mit.
Seit 2018 ist sie als freischaffende Schauspielerin und Synchronsprecherin in Berlin tätig und arbeitet seitdem regelmäßig für Film und Fernsehen.
In dem ARD-Film „Lotte am Bauhaus“ war Marie Hacke in der Rolle der Anni Fleischmann zu sehen. Bei „Outlander“ (Starz) verkörperte sie in der vierten Staffel die junge Mutter „Petronella Mueller“. Im Jahr 2022 stand sie bei „Blood & Gold“ in einer Hauptrolle vor der Kamera. Regie führte Peter Thorwarth.

## Theater und Film
- 2011–2015: Schauspielstudium an der UdK Berlin
- 2015: SOKO Wismar (Fernsehserie, Folge Goldener Herbst)
- 2015–2017: Ensemblemitglied am Theater Aachen
- 2018: Outlander (Fernsehserie, Folge Savages)
- 2018: SOKO Wismar (Fernsehserie, Folge Blindgänger)
- 2019: Lotte am Bauhaus
- 2020: In aller Freundschaft – Die jungen Ärzte, (Fernsehserie, Folge Fehler)
- 2020: Notruf Hafenkante, (Fernsehserie, Folge Aus für Eva)
- 2020: Lena Lorenz – Sternenkind
- 2020: Aus dem Tagebuch eines Uber-Fahrers (Fernsehserie, 4 Folgen)
- 2021: Letzte Spur Berlin (Fernsehserie, Folge Verbaut)
- 2022: Der Bergdoktor (Fernsehserie, Folge Kontrollverlust)
- 2022: SOKO Stuttgart (Fernsehserie, Folge Das Pfandhaus)
- 2022: SOKO Linz (Fernsehserie, Folge Wir kennen dich)
- 2022: Boom Boom Bruno (Fernsehserie, 2 Folgen)
- 2023: Blood & Gold
- 2023: Großstadtrevier (Fernsehserie, Folge Opfer oder Täter)
- 2024: Nord bei Nordwest (Fernsehreihe, Folge Der doppelte Lothar)
- 2025: In aller Freundschaft – Die jungen Ärzte (Fernsehserie, Folgen Misstrauen, Weiterziehen)
- 2025: Neuer Wind im Alten Land: Stolz und Vorurteil (Fernsehreihe)

## Auszeichnungen
- 2014: Ensemblepreis beim Theaterfestival deutschsprachiger Schauspielstudierender